# Adolf XI.
Adolf XI. (nach anderer Zählung Adolf XIV.) (* 1547; † 1601) regierte die Grafschaft Holstein-Pinneberg und die Stammgrafschaft Schauenburg von 1581 bis 1601.

## Leben
Adolf wurde 1547 als drittgeborener Sohn von Otto IV. von Holstein und Schauenburg und dessen erster Frau Maria von Pommern-Stettin (1527–1554), Tochter Barnims IX., geboren. Während seine Brüder Hermann, der Älteste, und Anton zu Geistlichen erzogen wurden, wurde Adolf zum Nachfolger seines Vaters ausgebildet. Er studierte an der Universität Wittenberg und begleitete anschließend seinen Vater auf dessen Kriegszügen.
Als sein Vater starb, gelang es den Landständen mit Unterstützung seiner Stiefmutter Elisabeth Ursula von Braunschweig-Lüneburg, die Söhne aus erster Ehe zunächst aus der Regierung fernzuhalten. Unter der Regentschaft der Landstände konnten die Schulden, mit denen Otto das Land belastet hatte, weitgehend abgebaut werden. 1581 übernahm Adolf die Regentschaft. 1583 heiratete er Elisabeth von Braunschweig-Wolfenbüttel. Der einzige Sohn aus dieser Ehe, Julius, verstarb noch vor seinem Vater im Jahr 1601. Es folgte ihm sein Bruder Ernst als Regent.
Unter Adolfs Regentschaft erfolgte der Schutz der Juden, insbesondere der portugiesisch-sephardischen Juden durch den Schutzbrief vom 28. September 1584. Er galt nur für die Grafschaft Pinneberg, da die Grafschaft Allodialgut war. Dies führte zu einer ersten Ansiedelung von Juden in Altona und Ottensen und beförderte somit die weitere Entwicklung dieser Orte.